# Cendrillon (Petipa)
Pour les articles homonymes, voir Cendrillon (homonymie).
Cendrillon (en russe : Золушкa, Zolouchka) est un ballet en trois actes et quatorze scènes chorégraphié par Enrico Cecchetti (actes I et III) et Lev Ivanov (acte II) sous la direction de Marius Petipa en 1893. La musique est du baron Boris Vietinghoff-Scheel, le livret de Lidia Pachkova (russe : Лидия Александровна Пашкова) et Ivan Vsevolojski.

## Le ballet
Cendrillon est représenté pour la première fois le 17 décembre 1893 (5 décembre du calendrier russe) au Théâtre impérial Mariinski de Saint-Pétersbourg, avec des décors de Matveï Chichkov, Henri Levot et Mikhaïl Botcharov et la distribution suivante :
| Danseu(r)se             | Rôle                                       |
| ----------------------- | ------------------------------------------ |
| Pierina Legnani         | Cendrillon                                 |
| Pavel Gerdt             | Le prince                                  |
| Anna Johansson          | La bonne fée / marraine                    |
| Mathilde Kschessinska   | Odette, la belle-sœur                      |
| Maria Anderson          | Héloïse, l'autre belle-sœur                |
| Giuseppina Cecchetti    | Henrietta, la belle-mère                   |
| Claudia Koulitchevskaïa | Soliste du grand pas d'action de l'acte II |
| Nikolaï Aïstov          | Le roi                                     |
| Alexei Boulgakov        | Le chambellan                              |

## Reprises
- Reprise par Lev Ivanov pour le Théâtre impérial du Bolchoï le 31 juillet 1898 (19 juillet du calendrier russe).
- Reprise de l'acte II par Lev Ivanov pour le Ballet impérial et plus particulièrement pour les adieux à la scène de Pierina Legnani le 5 février 1900 (23 janvier du calendrier russe) au Théâtre impérial Mariinski

## Commentaires
- La fameuse variation sur un air de polka du pas de deux exécutée par les danseurs du Théâtre Mariinski lorsqu'ils interprètent Le Corsaire est issue de l'orchestration de Vietinghoff-Scheell pour Cendrillon.
- Bien que le scénario de ce ballet ait été très critiqué par les amateurs du genre à Saint-Pétersbourg comme mettant l'accent sur le spectacle et la danse plutôt que sur l'intrigue et l'histoire elle-même, cette production demeure un très grand succès, surtout avec les débuts de la ballerine italienne Pierina Legnani qui, selon les dires d'un critique « ...a tout balayé devant elle... » La scène la plus célèbre est le bal au château du prince du second acte qui comprend un « grand pas d'action » dans le plus pur style du XIXe siècle interprété par Cendrillon, le prince, les solistes et le corps de ballet.
- La première de ce ballet en 1893 a reçu l'insigne honneur de voir la ballerine italienne Pierina Legnani qui dansait le rôle-titre, interpréter, pour la première fois dans un ballet, 32 fouettés en tournant (en) - les balletomanes apprécieront. Constantin Skalkovski, critique pour La Gazette de Saint-Pétersbourg durant la seconde moitié du XIXe siècle et le début du XXe siècle, écrivait : « ...au cours du dernier acte, Legnani s'est positivement surpassée. Lorsque Emma Bessone a dansé le rôle principal de La Tulipe de Haarlem[1], elle a exécuté quatorze fouettés. Dans sa variation, Legnani en a exécuté 32 sans s'arrêter et sans dévier d'un pouce ! Le public, aux anges, ovationna la ballerine et lui enjoignit de répéter sa variation. Legnani en a réinterprété 28. Les compter devint l'occupation favorite des spectateurs. »

## Galerie

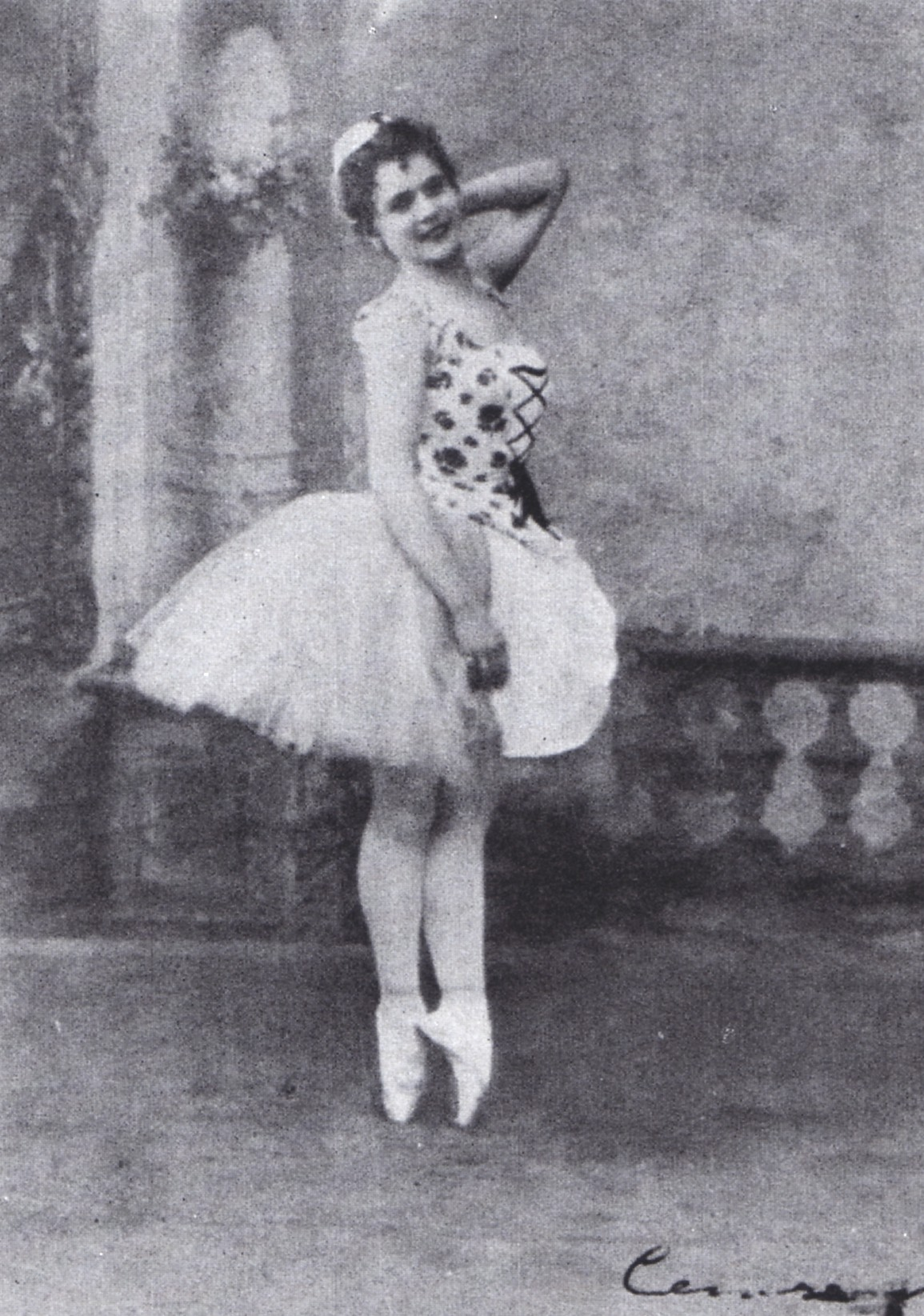
Pierina Legnani dans le rôle-titre de Cendrillon, 1893
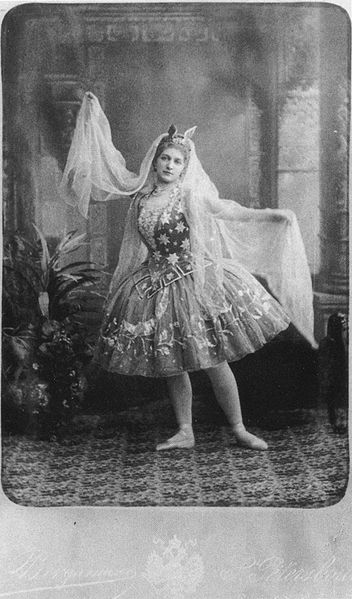
Mariia Anderson dans le rôle de la fée/marraine de Cendrillon, 1893
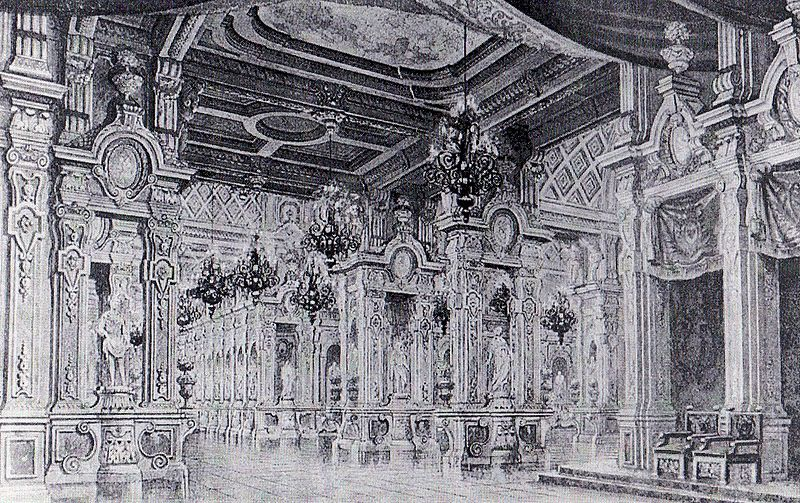
Dessin de Matveï Chichkov pour la scène de la salle de bal du ballet Cendrillon, 1893